# Réserve de Biosphère de Gadabédji
La réserve totale de Faune du Gadabédji est une réserve naturelle située dans la région centrale du Niger. Elle a été créée le 25 avril 1955.
Elle couvre environ 76 000 hectares dans la pointe nord de la région de Maradi, juste au nord de la ville de Dakoro et au sud de la frontière avec la région d'Agadez.
La réserve est désignée au titre de réserve de biosphère par l'Unesco depuis 2017.

## Histoire
La réserve totale a été créée par Arrêté n° 3120/SF/F du 25 avril 1955. Elle est la seule réserve totale du Niger.

## Biodiversité
La réserve permet la conservation de la faune du Sahara et elle est également une zone de pâturage et d'habitats naturels pour la faune.
Elle abrite diverses espèces de gazelles (gazelle dama, gazelle à front roux, gazelle dorcas) des chacals, des girafes, des patas et des oryx.
En 2018, la réserve a servi de lieu de réintroduction pour une population de huit girafes peralta menacées par l'avancée du désert et les routes,.
Des autruches ainsi que des oryx algazelle ont pour objet d'être réintroduits dans le parc.

## Menaces
Les principales menaces de la réserve sont la surexploitation,notamment par le pâturage illégal et l'exploitation du bois, la dégradation du milieu environnant avec le braconnage et  la mauvaise gestion des ressources en eau,.